# Kevin Kelly
Kevin Kelly, född 14 augusti 1952, är författare, fotograf, naturvårdare samt grundare och chefredaktör på tidskriften Wired, och före detta redaktör/utgivare av Whole Earth Review. Kelly studerar även asiatisk samt digital kultur och har skrivit böckerna What Technology Wants och Out of Control.